# Rudolf von Sebottendorf
Rudolf Freiherr von Sebottendorf o Sebottendorff, era el alias de Adam Alfred Rudolf Glauer (9 de noviembre de 1875, Hoyerswerda, Silesia, Imperio alemán - 8 de mayo de 1945, Turquía), quien también utilizó ocasionalmente otro alias, Erwin Torre.
Fue fundador de la Sociedad Thule, una organización esotérica y política alemana posterior a la Primera Guerra Mundial que fuera precursora del Partido Nacionalsocialista Alemán de los Trabajadores o NSDAP. Fue masón y un facultador de la meditación sufí, de astrología, de numerología y de alquimia.

## Biografía
Su padre fue Rudolf Glauer, un ingeniero de ferrocarriles. Trabajaba en una usina en los alrededores de Görlitz. Después de haberse matriculado en el Politécnico de Berlín, en 1897 y con sólo 22 años de edad abandona su país natal para viajar al El Cairo, Egipto donde trabajó durante 3 años. Ahí adquiere gran interés por la Teosofía y la Masonería y establece contacto con el misticismo islámico y con la enseñanza de los derviches Mevleví. Sus deseos de conocer el mundo lo obligaron a viajar a Turquía.
Fue buscador de oro y se estableció un tiempo en la región de Bursa, en Turquía, alrededor del año 1900. En estas regiones, entró en contacto con otras doctrinas como la Cábala y el Sufismo, hasta ingresar en la orden sufí Bektashi. En Estambul estuvo al servicio de Husein Pasha como superintendente de sus propiedades. En esta ciudad, al parecer, Sebottendorff se relacionó y visitó frecuentemente a la familia judía de los Termudi, la cual era adinerada, estudiosa de la Cábala y propietaria de una biblioteca de textos alquímicos y rosacruces, y la cual también le facilitó su iniciación en una logia masónica del rito de Memphis dependiente de Francia. Estas influencias dieron forma a su visión propia de la masonería en la que incluye elementos rosacruces, alquímicos y sufíes, así como también le llevaron a su creación de un sistema de meditación y respiración.
Se cree que en 1909 conoció al Barón Heinrich von Sebottendorff, quien le habría adoptado y nombrado su heredero, de ahí que, a partir de entonces, se haga llamar por este nombre. Ya en 1911 adquiere la nacionalidad turca.
Fue herido gravemente durante la Primera Guerra de los Balcanes (1912) y pese a este altercado, Sebottendorff siguió profundizando en sus estudios esotéricos llegando a afirmar que había «descubierto la llave de la realización espiritual», mediante ejercicios de meditación. Regresó a Breslau en 1913, donde comienza a estrechar vínculos con grupos esotéricos germanos y financió los primeros ensayos del ingeniero Friedrich Göbel quien ideó los carros de asalto. Estuvo exento de prestar sus servicios militares durante la Primera Guerra Mundial debido a su ciudadanía turca.
Se casó en 1915 con Bertha Iffland y permaneció en Münich. En 1916 entra en contacto con la Germanenorden también conocida como Orden de los Germanos. Poco después es nombrado líder de la rama bávara de la Orden, con sede en Münich. Permanece luego en Friburgo de Brisgovia, en 1918. El 17 de agosto de ese mismo año funda la Sociedad Thule. Ese día se realizó la iniciación de treinta miembros y la nueva sociedad comienza sus actividades que incluían reuniones, conferencias, y excursiones semanales. Compró por cuenta de la Germanenorden, la casa editorial Franz-Eher-Verlag y el periódico Münchener Beobachter que desde el 9 de agosto de 1919 pasó a llamarse Völkischer Beobachter (y se convirtió en el periódico oficial del NSDAP).
Las acciones políticas de la Sociedad de Thule culminaron en abril de 1919 cuando, supuestamente, algunos miembros pretendieron llevar a cabo un ataque contra la República Soviética de Baviera. El 26 de abril las autoridades entraron en la sede de la sociedad y detuvieron a su secretaria, la condesa Hella von Westarp y a otros seis miembros, quienes fueron fusilados acusados de haber participado en la gestación de un golpe de Estado. Las acusaciones de estos hechos recayeron sobre Sebottendorff quien se vio obligado a renunciar a su liderazgo y abandonar Alemania. Meses antes de dejar el país, surgía el DAP, (Partido Alemán de los Trabajadores), que posteriormente se convertiría en el NSDAP.
De regreso a Turquía continúa con sus estudios esotéricos, publicando un libro llamado: La práctica de la auténtica masonería turca: la clave para la comprensión de la alquimia, y años después, en 1925, publica El talismán de los rosacruces. Fue cónsul honorario de México y entre 1929 y 1931 visitó México y Estados Unidos, donde negoció varias concesiones para Turquía. Permaneció en Estambul durante un tiempo y en 1933 decidió regresar a su país natal para resucitar la Sociedad de Thule, la cual había sido prohibida por el régimen nazi por sus semejanzas estructurales con la masonería. A finales de ese año publicó en Alemania un ensayo llamado: Antes de que Hitler llegase: Documentos de los primeros días del nacionalsocialismo, el cual tuvo un éxito notable hasta su segunda edición, cuando fue prohibido por el régimen ya que el libro señalaba el vínculo entre la Sociedad de Thule y el NSDAP, además de que afirmaba que cierta parte de los postulados de Mein Kampf de Hitler, habían surgido de las ideas de la sociedad. Resulta difícil demostrar esta afirmación, pero se suele mencionar la semejanza entre los 12 puntos del programa de la Sociedad Thule y los 25 puntos del programa del NSDAP.
Sebottendorff tuvo que escapar de nuevo del país, regresando a Turquía y, a pesar de ser un proscrito del Reich, existe evidencia de que actuó como miembro de la inteligencia alemana, aunque también lo hacía para los ingleses.
Sebottendorff murió ahogado en el Bósforo el 8 de mayo de 1945, en Turquía, algunos creen que se suicidó.

## Sociedad Thule
El nombre de esta sociedad tiene su origen en la mítica isla de Thule mencionada en algunos textos antiguos, supuestamente situada en el Atlántico norte y que los ariosofistas identificaban con Hiperbórea, el lugar primigenio de la raza aria, y no pocos con la Atlántida.
Las doctrinas esotéricas de esta sociedad contenían las propias ideas y creencias de Sebottendorff, así como también las ideologías de otros grupos ocultistas como la Sociedad Teosófica de Helena P. Blavatsky y las creencias de Guido von List y de Jörg Lanz von Liebenfels.
Por otro lado, la estructura de la sociedad, al igual que la Germanenorden, tenía parecidos con las logias masónicas. De hecho, en sus escritos sobre la masonería turca, Sebottendorff relaciona el conocimiento de los constructores de las catedrales, los alquimistas, los rosacruces y los masones con el que poseyeron los antiguos arios. Los miembros de la Thule Gesellschaft consideraban que la masonería estaba corrompida por el judaísmo y el sionismo, por lo que buscaban su propia vía iniciática en las sociedades secretas islámicas que Sebottendorff conocía.
Sebottendorff siempre afirmó que su intención era la de crear una sociedad ocultista e iniciática cuyo propósito era el "estudio de la antigüedad germana", pero que la Germanenorden le presionó para hacer énfasis en los temas políticos, nacionalistas y antisemitas, por lo que la sociedad fungía también, en ocasiones, como señuelo de las actividades políticas y revolucionarias de la Germanenorden.